# ترتسو (پیدمونت)
ترتسو (پیدمونت) (به ایتالیایی: Terzo, Piedmont) یک کومونه در ایتالیا است که در استان آلساندریا واقع شده‌است.

## خصوصیات
ترتسو ۸٫۸ کیلومترمربع مساحت و ۸۷۴ نفر جمعیت دارد و ۲۲۲ متر بالاتر از سطح دریا واقع شده‌است.